# Orientering (skolefag)
|  | For alternative betydninger af ordet, se Orientering. |
Orientering var i skoleloven af 1976 navnet på et skolefag, der bestod af elementer fra samfundsfag, historie, geografi og biologi.
Skolefaget orientering havde sin plads i folkeskolens ældste klasser.
Sidenhen er fagene, der indgik, igen blevet selvstændige fag i de ældste klasser, hvorimod geografi og biologi sammen med fysik/kemi udgør elementer i det nye fag natur og teknik, som findes i folkeskolens 1.-6. klasse.

## Andre landes tilsvarende fag

### Tyskland
Faget orientering findes i Tyskland dels som Heimatkunde (hjemstavnslære) (især med emner inden for nærområdets geografi og historie) eller Sachunterricht i underskolen og som Landeskunde på senere undervisningstrin. Emnerne inden for Sachunterricht (undervisning i sagsforhold) kan være belysning af produktion af genstande eller fx postvæsenets rolle (brevets vej fra afsender til modtager). 
Landeskunde (landekundskab) er især en disciplin inden for fremmedsprogsundervisning for at formidle kendskab til de områder, hvorpå det fremmede land adskiller sig fra hjemlandet, kulturelt, historisk og geografisk.